# Legna Verdecia Rodríguez
Legna Verdecia Rodríguez (Manzanillo, 29 de octubre de 1972) es una deportista cubana que compitió en judo.
Participó en tres Juegos Olímpicos de Verano entre los años 1992 y 2000, obteniendo dos medallas, bronce en Atlanta 1996 y oro en Sídney 2000. En los Juegos Panamericanos consiguió tres medallas entre los años 1991 y 1999.
Ganó cinco medallas en el Campeonato Mundial de Judo entre los años 1991 y 2001, y siete medallas en el Campeonato Panamericano de Judo entre los años 1988 y 1998.

## Palmarés internacional
| Juegos Olímpicos        | Juegos Olímpicos                | Juegos Olímpicos  | Juegos Olímpicos |
| Año                     | Lugar                           | Medalla           | Categoría        |
| ----------------------- | ------------------------------- | ----------------- | ---------------- |
| 1996                    | Atlanta (Estados Unidos)        | Medalla de bronce | –52 kg           |
| 2000                    | Sídney (Australia)              | Medalla de oro    | –52 kg           |
| Campeonato Mundial      |                                 |                   |                  |
| Año                     | Lugar                           | Medalla           | Categoría        |
| 1991                    | Barcelona (España)              | Medalla de bronce | –48 kg           |
| 1993                    | Hamilton (Canadá)               | Medalla de oro    | –52 kg           |
| 1995                    | Chiba (Japón)                   | Medalla de bronce | –52 kg           |
| 1999                    | Birmingham (Reino Unido)        | Medalla de plata  | –52 kg           |
| 2001                    | Múnich (Alemania)               | Medalla de bronce | –52 kg           |
| Juegos Panamericanos    |                                 |                   |                  |
| Año                     | Lugar                           | Medalla           | Categoría        |
| 1991                    | La Habana (Cuba)                | Medalla de oro    | –48 kg           |
| 1995                    | Mar del Plata (Argentina)       | Medalla de oro    | –52 kg           |
| 1999                    | Winnipeg (Canadá)               | Medalla de oro    | –52 kg           |
| Campeonato Panamericano |                                 |                   |                  |
| Año                     | Lugar                           | Medalla           | Categoría        |
| 1988                    | Buenos Aires (Argentina)        | Medalla de oro    | –45 kg           |
| 1990                    | Caracas (Venezuela)             | Medalla de oro    | –48 kg           |
| 1992                    | Hamilton (Canadá)               | Medalla de bronce | –52 kg           |
| 1994                    | Santiago de Chile (Chile)       | Medalla de bronce | –52 kg           |
| 1996                    | San Juan (Puerto Rico)          | Medalla de plata  | –52 kg           |
| 1997                    | Guadalajara (México)            | Medalla de oro    | –52 kg           |
| 1998                    | Santo Domingo (Rep. Dominicana) | Medalla de oro    | –52 kg           |